# Culto della personalità in Corea del Nord

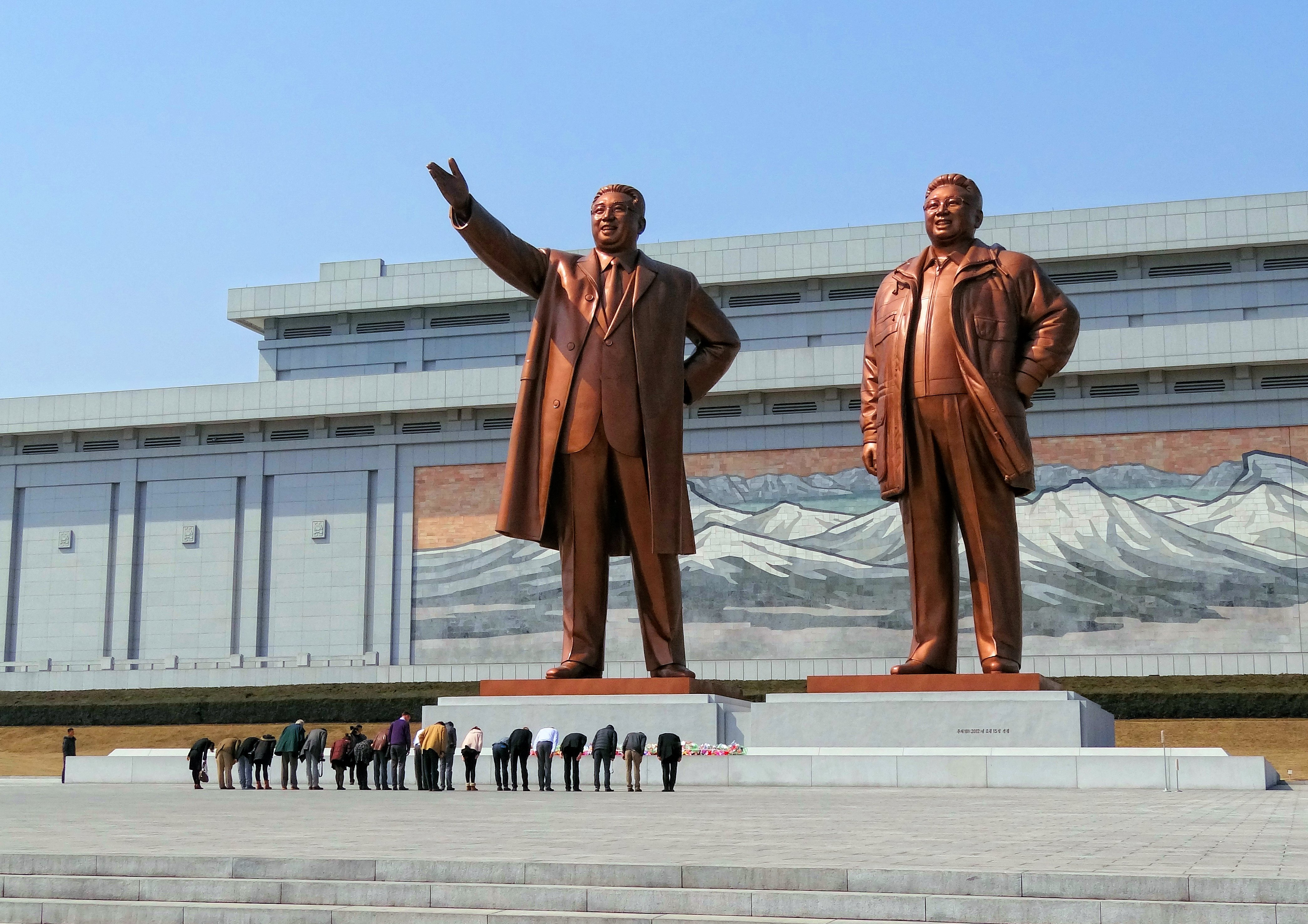
Il Grande monumento Mansudae a Pyongyang nel 2014 ritraente Kim Il-sung (a sinistra) e Kim Jong-il (a destra), con visitatori che rendono omaggio alle due statue.

In Corea del Nord, il culto della personalità della famiglia Kim è esistito per decenni ed ha influenzato notevolmente la cultura del Paese. Sebbene non riconosciuto dal governo nordcoreano, molti dissidenti e visitatori occidentali affermano che spesso vengono multati coloro che criticano o non mostrano il "dovuto" rispetto al regime. Il culto della personalità iniziò non appena Kim Il-sung prese il potere nel 1948, e fu enfatizzato dopo la sua morte nel 1994.
Il culto è evidenziato anche dall'intensità delle emozioni provate dal popolo per i propri leader e dalla devozione nei loro confronti, e l'ideologia del familismo gioca un ruolo chiave nel culto e nel sostentamento dello stesso regime.

## Contesto
Secondo Suh Dae-sook, il culto che circonda la famiglia Kim richiede una totale fedeltà e sottomissione alla stessa e stabilisce il Paese come una dittatura di un solo uomo attraverso le generazioni successive. La Costituzione nordcoreana del 1972 incorporava l'idea di Kim Il-sung come l'unico patrimonio culturale del popolo. Secondo New Focus International, il culto della personalità, in particolare quello di Kim Il-sung, si è rivelato cruciale nella legittimazione della successione "dinastica" del comando, e Park Yong-soo afferma nell'Australian Journal of International Affairs che "al prestigio del Suryong [il leader supremo] è stata data la massima priorità su ogni altra cosa della Corea del Nord."
Kim Il-sung è stato l'ideatore dell'ideologia del Juche, ovvero il principale riferimento per tutte le forme di pensiero, educazione, cultura e vita nel Paese fino a quando Kim Jong-il introdusse il concetto di Songun che, integrato al Juche, ha avuto un grande impatto sulle politiche economiche nazionali.
Alla IV Conferenza del Partito del Lavoro di Corea tenutasi ad aprile del 2012, Kim Jong-un definì il Juche come il pensiero comprensivo di Kim Il-sung, sviluppato e approfondito da Kim Jong-il, ed espressione del "Kimilsungismo-kimjongilismo" nonché "l'unica idea alla guida del partito" e della nazione.
Secondo un rapporto del 2013 di New Focus International, le due principali testate giornalistiche nordcoreane (il Rodong Sinmun e la Korean Central News Agency) pubblicano circa 300 articoli al mese dedicati al "culto di Kim". Il rapporto in seguito suggerisce che con la morte di Kim Jong-il, i cittadini nordcoreani medi si stava stancando della gran quantità di propaganda sui Kim. Allo stesso modo, Daily NK pubblicò nel 2015 un articolo secondo cui le generazioni più giovani sono sempre più interessate al mondo esterno alla RPDC e che il governo è in difficoltà nell'assicurarsi la fedeltà della generazione "Jangmadang" e nel promuovere l'adorazione di Kim Jong-un.
Il governo nordcoreano afferma che non vi è alcun culto della personalità ma piuttosto un'adorazione degli eroi.

## Kim Il-sung

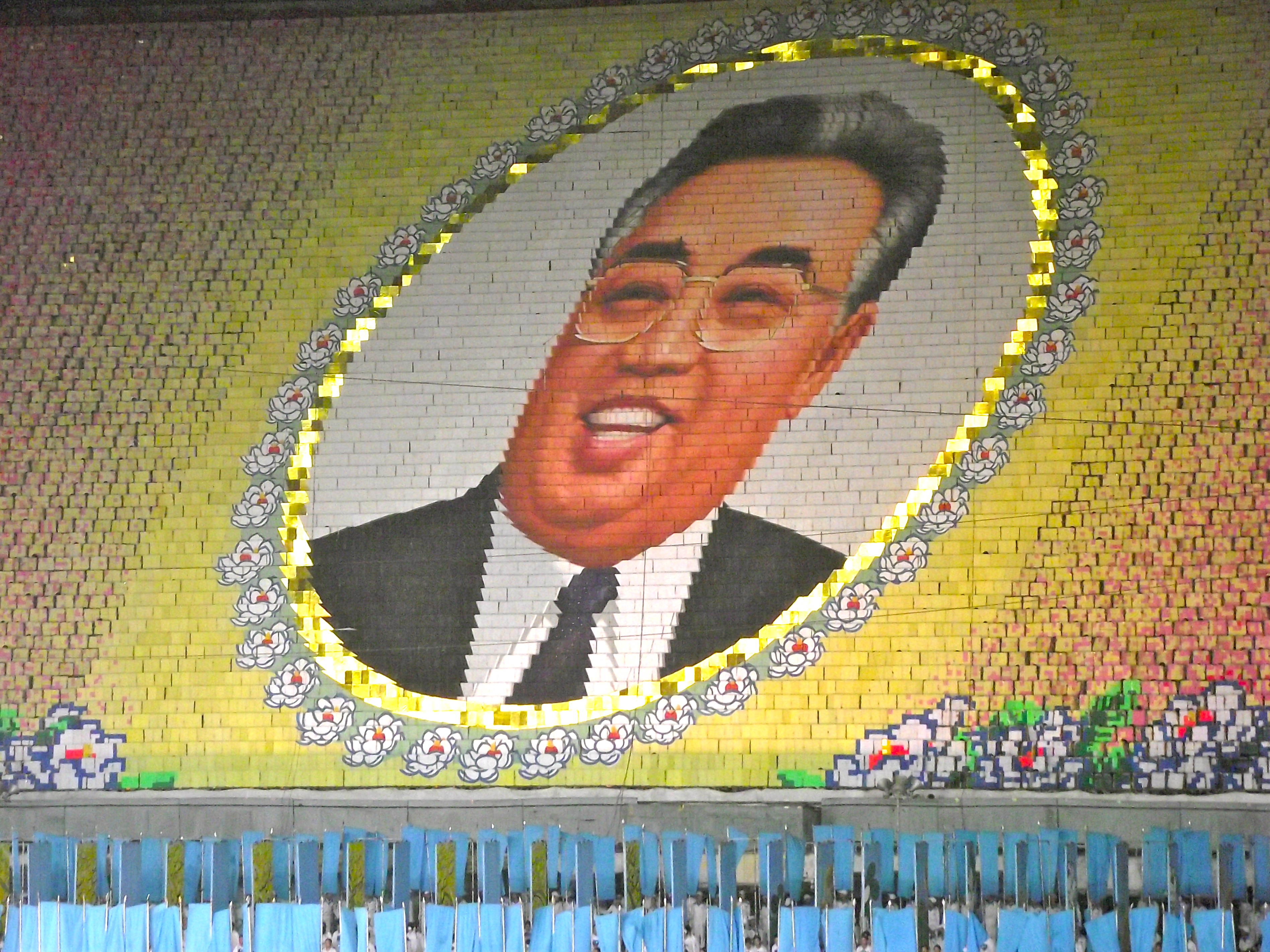
Ritratto di Kim Il-sung mostrato al Festival di Arirang.

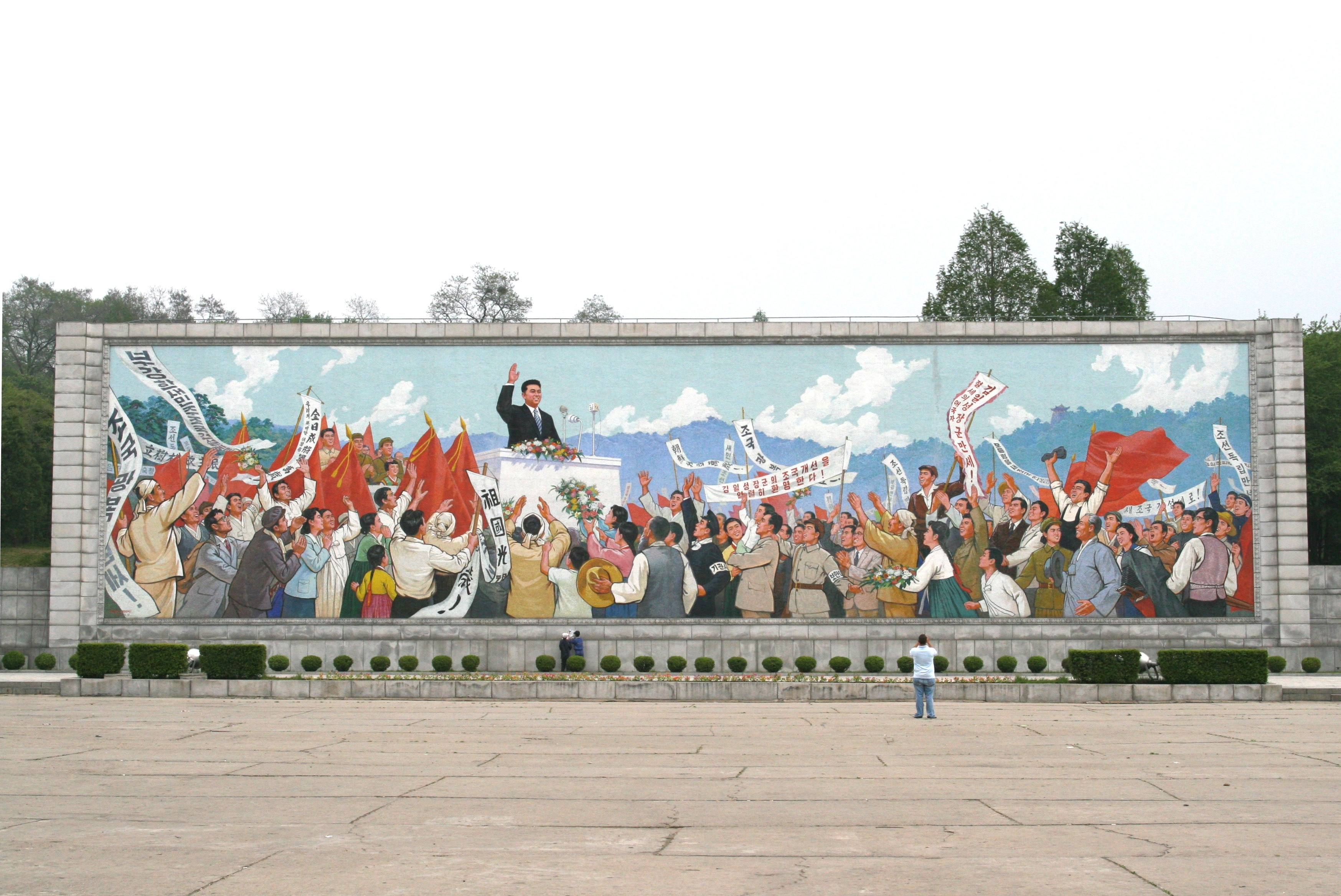
Un murale dove Kim Il-sung tiene un discorso a Pyongyang.

Il culto della personalità di Kim Il-sung è di gran lunga il più diffuso tra la popolazione, e l'esistenza di un affetto genuino per il "presidente eterno" è stata manipolata dal governo per fini politici.
Il culto ebbe origine intorno al 1949, con la comparsa delle prime statue del leader, mentre la vera e propria venerazione sorse in seguito alle prime purghe di massa del 1953. Nel 1967, Kim Jong-il fu nominato al Dipartimento di stato della propaganda e dell'informazione, dove iniziò a concentrarsi sullo sviluppo del culto di suo padre. È proprio in questo periodo che l'impiego del titolo di Suryong (Grande leader o Leader supremo) divenne una consuetudine. Tuttavia, Kim Il-sung iniziò a definirsi il "Grande leader" sin dal 1949.
Hwang Jang-yop, il dissidente di più alto livello, affermò che il Paese è completamente controllato dalla sola ideologia del "Grande leader". Aggiunse in seguito che durante il periodo della destalinizzazione in Unione Sovietica avviata nel 1956, anche alcuni studenti nordcoreani nell'URSS iniziarono a criticare il crescente culto della personalità di Kim Il-sung e quando fecero ritorno a casa "furono sottoposti a interrogatori intensivi che durarono mesi" e "coloro che furono considerati un po' sospetti vennero uccisi in segreto."
Secondo le biografie ufficiali, Kim Il-sung provenne da una lunga discendenza di leader e la storiografia moderna nordcoreana si concentra sulla sua vita e attività. Viene accreditato come l'unico ad aver sconfitto i giapponesi mettendo fine all'occupazione della Corea (ignorando l'intervento sovietico e americano) e l'unico ad aver ricostruito la nazione dopo la guerra di Corea. Nel corso della sua vita, gli furono attribuiti titoli come "Sole", "Gran presidente" e molti altri, oltre ad aver vinto premi come la "Doppia medaglia d'oro dell'eroe". Spesso, era Kim Il-sung stesso ad attribuirsi questi titoli e premi, come avrebbe fatto in seguito il figlio. La Korean Central News Agency scrisse continuamente dei titoli e l'affetto ricevuti da Kim Il-sung da leader internazionali come Mao Zedong, Fidel Castro e Jimmy Carter.

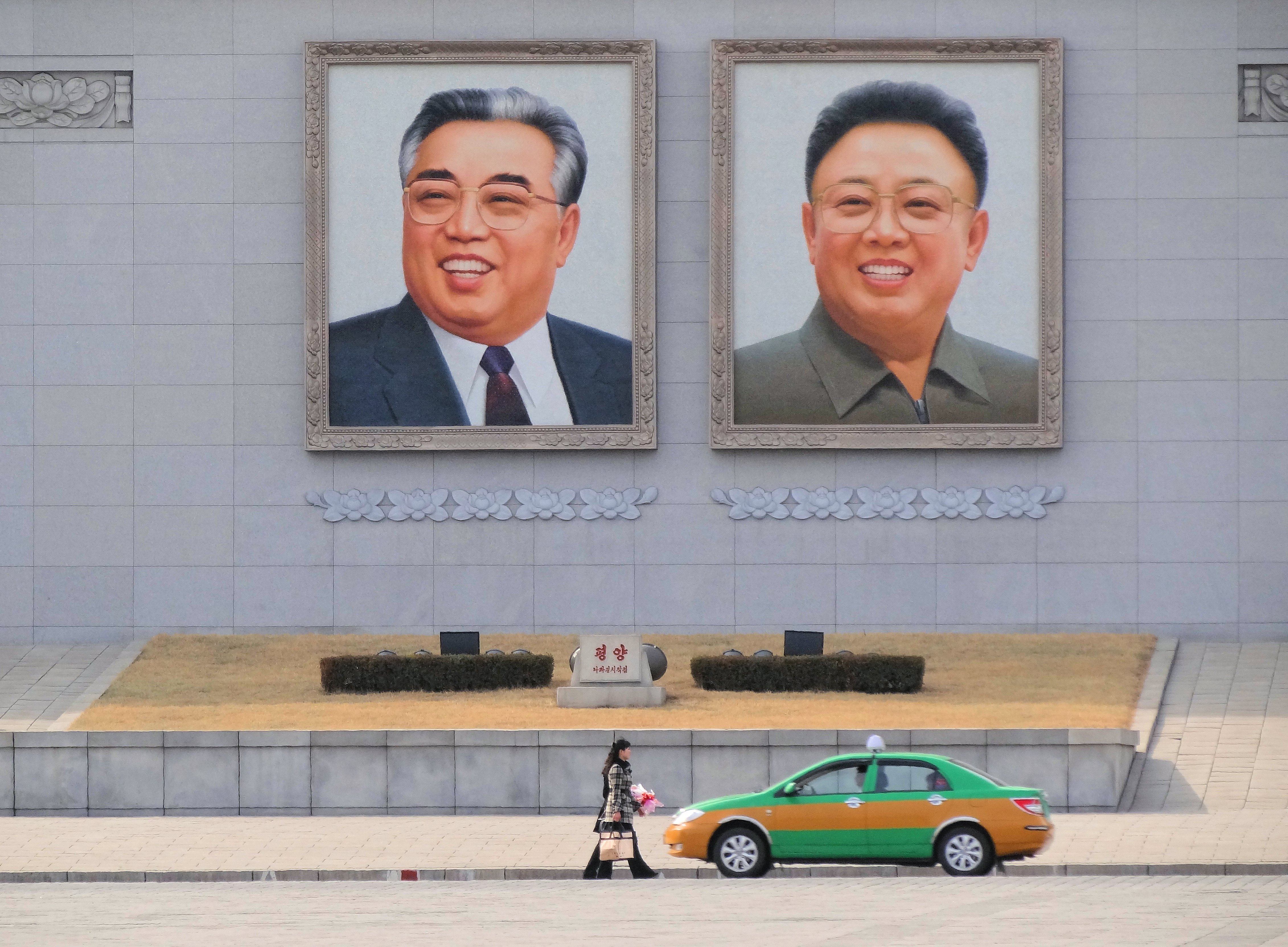
Grandi ritratti su una parete della Grande Casa di Studio del Popolo, rivolti su Piazza Kim Il-sung a Pyongyang.

Tutte le principali pubblicazioni (giornali, libri di testo ecc.) dovevano includere le "parole dell'istruzione" di Kim Il-sung.
Inoltre, il suo nome deve essere scritto come una singola parola in una riga, non può essere diviso in due parti se la pagina finisce o il testo esce fuori dai margini.
Ai bambini nordcoreani viene insegnato che loro sono nutriti, vestiti e accuditi in ogni aspetto per la "grazia del Presidente". Le più grandi scuole elementari dello stato posseggono un'aula per le lezioni che riguardano solamente Kim Il-sung. Queste aule sono ben mantenute e costruite con materiali di alta qualità, e possiedono un modello del luogo di nascita di Kim a Mangyongdae-guyok. Le dimensioni delle sue immagini che adornano gli edifici pubblici sono calcolate per essere in proporzione con quelle dell'edificio sul quale verranno appese. Il luogo di nascita di Kim Il-sung è inoltre meta di pellegrinaggi.
Kang Chol-hwan ha scritto della sua infanzia in Corea del Nord: 
Nelle sue memorie, Kim Il-sung ha raccontato un aneddoto riguardo a suo padre e a suo nonno che gli avevano dato la motivazione per questa presentazione pulita dei leader nordcoreani ai suoi successori. Nelle memorie viene affermato che il padre di Kim Il-sung, da giovane studente, veniva spesso mandato a prendere il vino per uno dei suoi insegnanti, che beveva frequentemente, fino a quando un giorno lo vide caduto in un canale. Ciò portò ad un confronto dove il giovane studente costrinse l'insegnante imbarazzato a smettere completamente di bere vino. Il nonno di Kim Il-sung trasse la morale di questa storia:
Il biografo Suh Dae-Sook nota:
La Kimilsungia infatti è un'orchidea chiamata così dall'ex presidente indonesiano Sukarno durante una visita nel 1965 del leader nordcoreano all'Orto botanico di Bogor. Secondo un discorso del 2005 di Kim Jong-il, Sukarno e il direttore dell'orto botanico volevano intitolare il fiore a Kim Il-sung che tuttavia declinò. Sukarno però insistette dicendo: "No. Hai reso degli enormi servigi all'umanità, perciò meriti un grande onore." A livello nazionale, i fiori di Kimilsungia (assieme a quelli di Kimjongilia) sono usati per idolatrare la leadership.
Quando Kim Il-sung morì nel 1994, Kim Jong-il dichiarò un periodo di lutto nazionale lungo tre anni. Coloro che venivano scoperti nel violare le regole del lutto, andavano incontro a severe punizioni. Dopo la sua morte, Kim Il-sung divenne il "presidente eterno" e nel 1998 la Costituzione nazionale fu cambiata per includere tale concetto. Quando suo padre morì, Kim Jong-il intensificò maggiormente il culto sulla sua personalità.
Nel 1997 il calendario gregoriano fu sostituito dal calendario Juche, dove il conto degli anni inizia dalla nascita di Kim Il-sung (15 aprile 1912) stabilita come anno 1.
L'8 luglio 2014 segnò il 20º anniversario della morte di Kim Il-sung e le autorità nordcoreane dichiararono dieci giorni di lutto dal 1° al 10 luglio. Durante l'anniversario, furono fatte conferenze, sessioni di studio, cori locali e altre attività dove bambini e lavoratori furono mobilitati a parteciparvi. Nel 2012, secondo un residente di Hyesan, "Oggigiorno le persone stanno passando un brutto periodo [...] dato che gli eventi legati alla morte del Suryeong vengono tenuti ogni singolo giorno nell'Unione democratica delle donne e nei luoghi di lavoro." Inoltre, il residente ha detto: "Nessuno si lamenta di ciò, forse perché da quando Chang Sung-taek è stato purgato l'anno scorso, se scegli di combattere loro ti prendono subito via."

## Kim Jong-il

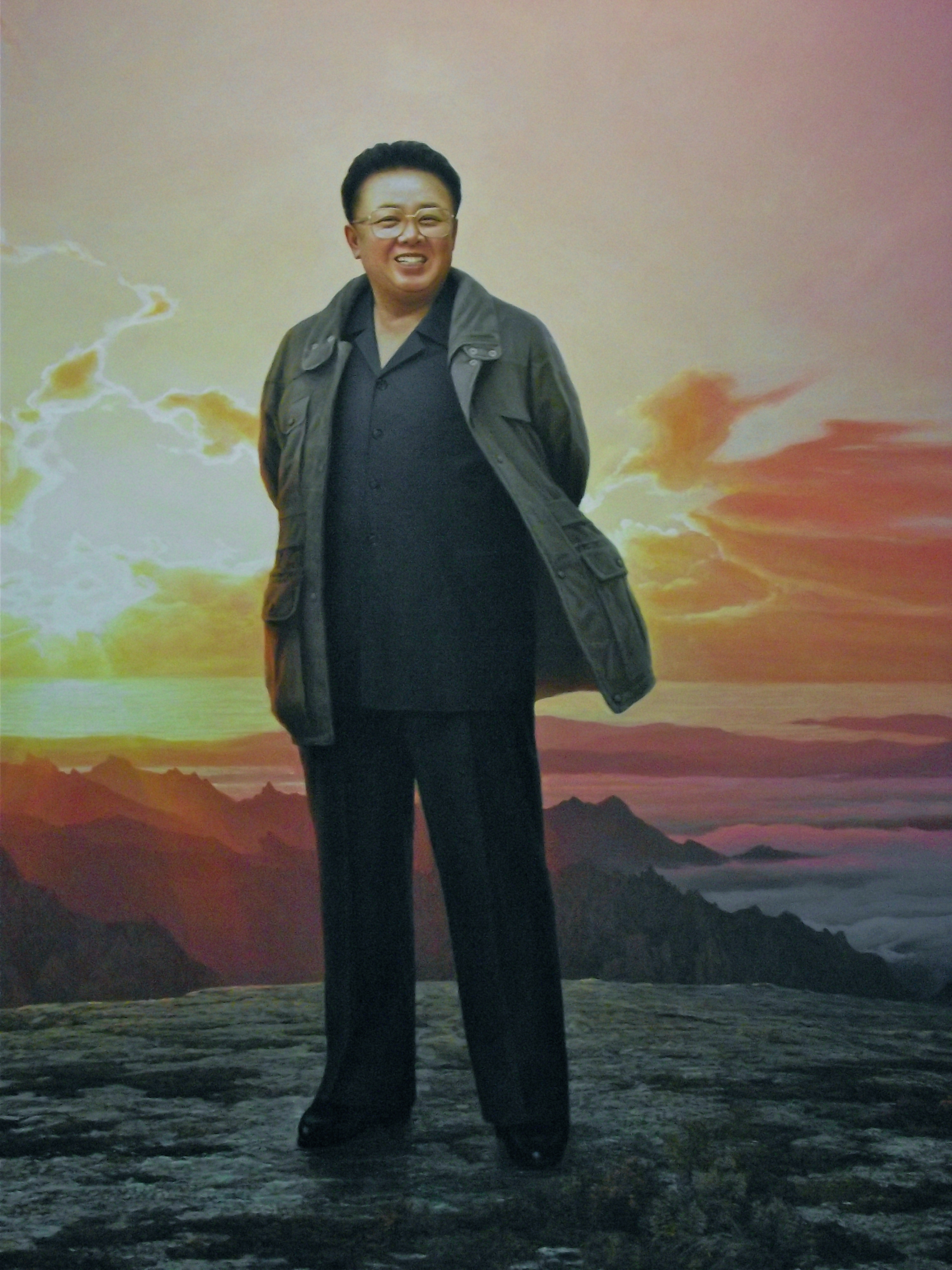
Ritratto di Kim Jong-il in visita alla Montagna Baitou, il suo presunto luogo di nascita.

Mantenendo la moderna mitologia che pervade la versione nordcoreana della storia, vista come cruciale per il culto della personalità e il controllo politico, viene imposto che Kim Jong-il sia nato nel 1942 sul Monte Paektu nella base segreta del padre (quando in realtà nacque nel 1941 in Unione Sovietica) e che la sua nascita sia stata annunciata da una rondine, causando il passaggio dall'inverno all'estate, da una stella che illuminava il cielo e da un doppio arcobaleno comparso spontaneamente.
Queste affermazioni, come quelle sul padre, sono apocrife e continuarono ad essere fatte per tutta la sua vita.
A partire dai primi anni settanta, Kim Il-sung iniziò a contemplare la questione della successione, ma nel 1975 si riferì a Kim Jong-il considerandolo il "centro del partito", o in connessione con il padre con riferimenti al "nostro grande Suryeong e centro del partito". Nel 1977, la prima conferma della successione a Kim Jong-il fu pubblicata in un libretto dove il Kim più giovane veniva designato come l'unico erede di Kim Il-sung, poiché fedele servitore del padre e ereditario delle sue virtù, e dove tutti i membri del partito dovevano promettere la loro fedeltà a Kim Jong-il. Furono anche obbligati a supportare la sua autorità assoluta e obbedirgli incondizionatamente.
Prima del 1996, Kim Jong-il proibì l'erezione di statue a lui dedicate e disincentivò i ritratti.
Tuttavia, nel 1996, alle scuole fu richiesto di costruire un'aula separata per le lezioni che riguardavano solamente Kim Jong-il, con un modellino del suo luogo di nascita. Comprendendo anche quelle dedicate a Kim Il-sung, esistono circa 40 000 aule del genere in tutta la Corea del Nord.
Tra il 1973 e il 2012, Kim Jong-il aveva accumulato più di 54 titoli, molti dei quali non inerenti a veri raggiungimenti politici e militari dato che non aveva mai ricevuto alcun addestramento militare.
Nel corso della sua vita, il governo pubblicò numerosi rapporti propagandistici dei grandi risultati di Kim Jong-il, come ad esempio il fatto di aver imparato a camminare e parlare prima dei sei mesi di età. Il Rodong Sinmun riportò che un "esperto francese di moda non identificato" disse del gusto di Kim: "la moda di Kim Jong-il, che ora si sta diffondendo velocemente in tutto il mondo, è una cosa senza precedenti nella storia del mondo"; inoltre, Kim era in grado secondo la propaganda di controllare il tempo atmosferico in base al suo umore. La KCNA riportò anche che secondo dei testimoni oculari "la natura e il cielo dispiegarono una così misteriosa estasi in celebrazione del compleanno di Kim Jong-Il."
Per commemorare il 46º compleanno di Kim Jong-il, il botanico giapponese Kamo Mototeru coltivò una nuova begonia perenne chiamandola "Kimjongilia".

### Dopo la morte

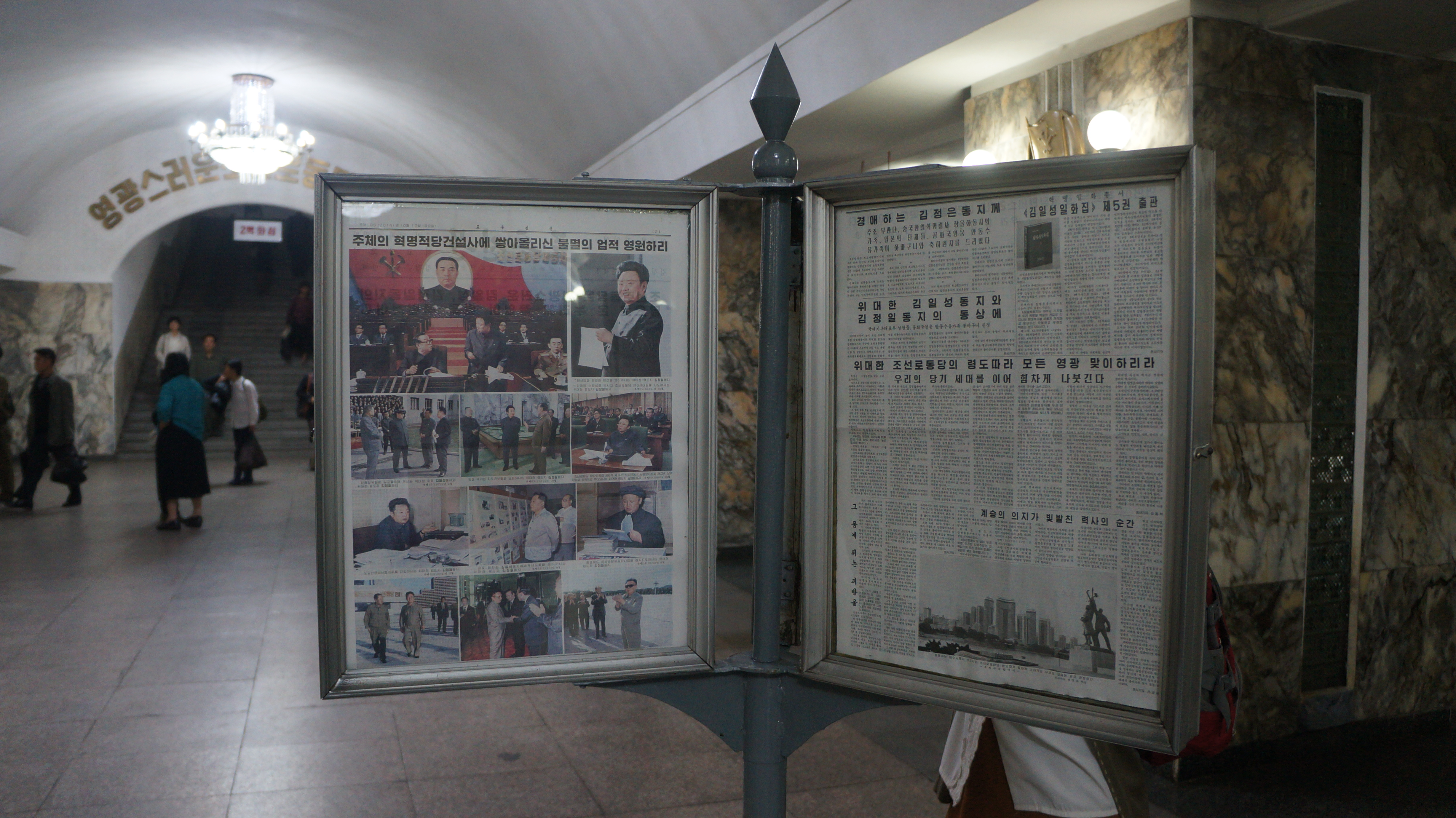
Alcuni articoli del Rodong Sinmun riguardanti le vittorie rivoluzionarie di Kim Jong-il esposti nella metropolitana.

Dopo la morte di Kim Jong-il avvenuta il 17 dicembre 2011, la Korean Central News Agency (KCNA) affermò che strati di ghiaccio si ruppero con un fortissimo suono sul Lago Chon del Monte Paektu e che una tempesta di neve con forti raffiche di vento investirono l'area.
Uno scritto politico del figlio Kim Jong-un cercò di consolidare il ruolo del padre come il "Segretario generale eterno del nostro partito." Molti furono visti piangere durante i cento giorni di lutto, tipico della società coreana confuciana, e un analista sudcoreano dell'Istituto coreano per l'Unificazione nazionale constatò che la maggior parte del dolore pubblico evidenziando durante il periodo di lutto era un'espressione genuina di dispiacere. Tuttavia, un giornalista occidentale dubitò della sincerità dei cittadini nordcoreani.
Similmente al lutto per Kim Il-sung, coloro che non seguivano il regolamento dei cento giorni di lutto o il cui dolore veniva giudicato non sincero venivano puniti o alcuni casi anche condannati a morte, come avvenne per Kim Chol e altri ufficiali di alto rango. Tuttavia, nel caso di Chol sono sorti dei dubbi sulla credibilità del resoconto originale e la rivista Foreign Policy ha affermato che le storie sulle morti violente di membri dell'élite nordcoreana tendevano ad essere "esagerate" e osservando la versione degli eventi disseminati dai media sudcoreani, quest'ultimi sembravano ispirarsi dei "pettegolezzi".
Diverse statue di bronzo in larga scala furono erette vicino alle statue di Kim Il-sung, tra cui una di 5,7 m raffigurante Kim Jong-il e Kim Il-sung a cavallo e un'altra di 23 m a Mansudae, Pyongyang. Il governo sostituì anche le statue di Kim Il-sung con versioni aggiornate assieme alle nuove statue di Kim Jong-il, poste dietro a quelle del padre, in ogni capitale di provincia e altri siti.
In seguito alla sua morte, furono realizzati numerosi francobolli e monete commemorativi e sono stati incisi slogan politici sui fianchi delle montagne in onore del 70º compleanno di Kim Jong-il.

## Kim Jong-un

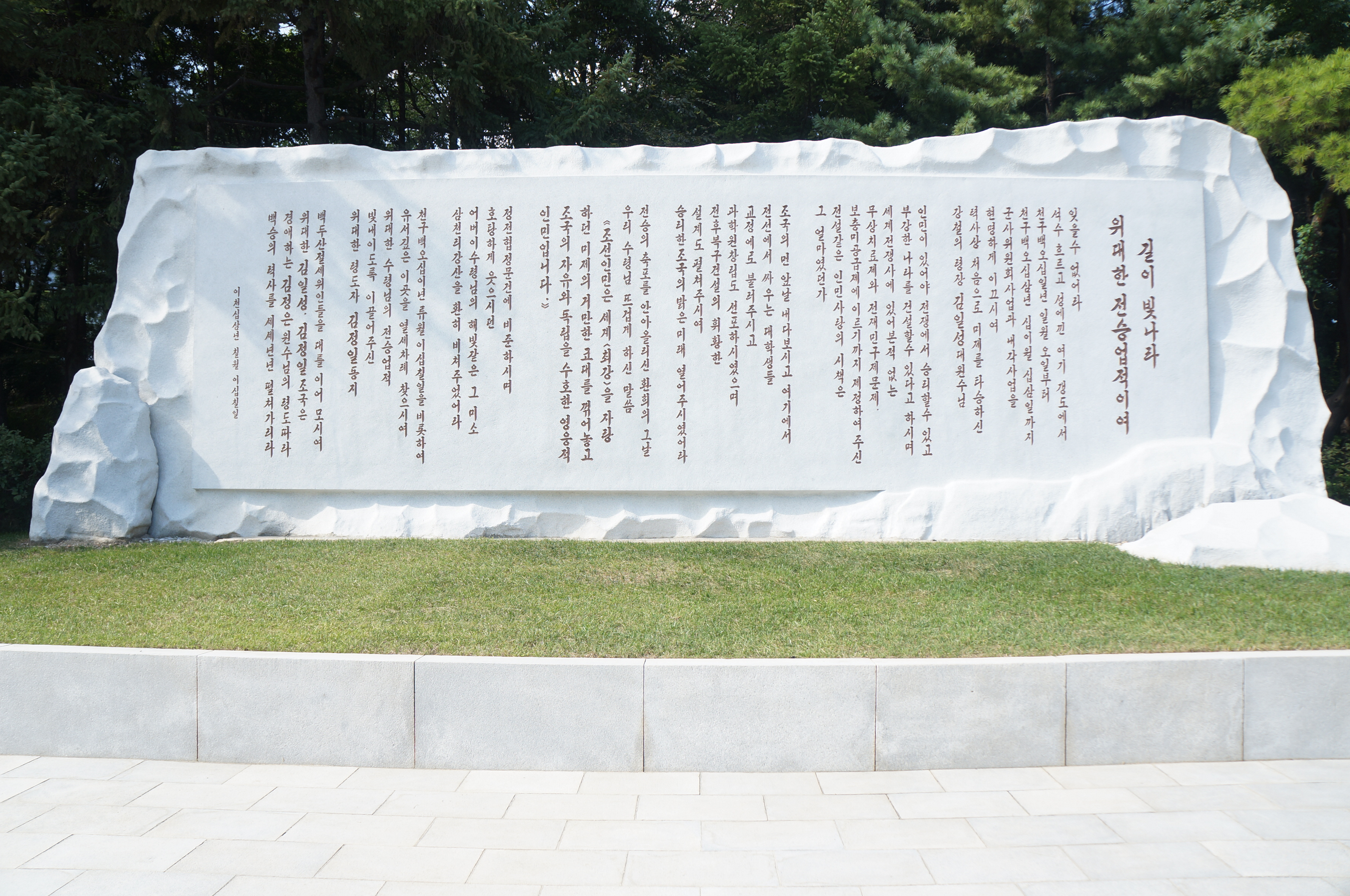
Un'incisione con i nomi di tutti e tre i leader.

Kim Jong-un, il nipote del fondatore della Corea del Nord, è stato assente dalle scene pubbliche e governative fino alla metà degli anni duemila. Nel 2010, iniziò a farsi chiamare "Giovane generale" e verso la fine del 2011 "Generale rispettato". Come suo padre, non possiede alcun addestramento militare. Alla morte di Kim Jong-il, i media statali hanno iniziato a chiamare Kim Jong-un come il "Grande successore". Molti lo chiamano anche "Supremo leader". Appena giunto al potere, lo sviluppo del proprio culto della sua personalità andò avanti con successo tramite poster, cartelloni e altri mezzi di propaganda diffusi in tutto il Paese. Un giornalista dell'Asahi Shimbun affermò che la sua forte somiglianza con Kim Il-sung abbia contribuito a imporsi nelle menti del popolo come il leader indiscusso dello Stato.
Kim Jong-un rappresenta la terza generazione della leadership dinastica dei Kim. Secondo Daily NK, le persone che criticarono la successione furono inviati nei campi di rieducazione o altrimenti puniti e, dopo il periodo di lutto di Kim Jong-il, le autorità del governo iniziarono ad aumentare gli sforzi nel costruire l'idolatria di Kim Jong-un.
Subito dopo la salita al potere del nuovo leader, è stata realizzata una scritta propagandistica di circa 560 m vicino a un lago nella provincia di Ryanggang, con la frase "Lunga vita al generale Kim Jong-un, il Sole splendente!"
Nel 2013, il Partito del Lavoro di Corea ha pubblicato i Dieci principi per l'istituzione di un sistema ideologico monolitico, che servono come fonte primaria legale e struttura del Paese, per richiedere l'"obbedienza assoluta" a Kim Jong-un.
Lo zio di Kim Jong-un, Chang Sung-taek, fu condannato a morte il 12 dicembre 2013, poiché accusato di voler spodestare la famiglia Kim. La sua morte è stata vista anche come una mossa di Kim Jong-un per consolidare il proprio culto.
Nel 2015, al termine del periodo di lutto formale di tre anni per la morte di Kim Jong-il, Kim Jong-un ha ordinato la costruzione di nuovi monumenti in ogni contea della Corea del Nord. Sono stati inoltre commissionati numerosi lavori di ristrutturazione al memoriale di Kumsusan. Secondo il The Telegraph, gli analisti "dicono che l'ordine di erigere più statue per la famiglia Kim sarà un pesante onere finanziario per un'economia che già sta lottando a causa di anni di cattiva gestione cronica e per le sanzioni internazionali".
Il primo monumento dedicato in parte a Kim Jong-un è stato annunciato nel gennaio del 2017. Verrà costruito sul monte Paektu e includerà delle statue di Kim Il-sung e Kim Jong-il. Inoltre, sono stati pianificati dei "mosaici murali" di Kim Jong-un nelle maggiori città di ciascuna provincia.

## Altre personalità
Il culto della personalità si estende anche ad altri membri della famiglia Kim, sebbene in una misura minore.

### Kim Ung-u
Secondo la storiografia ufficiale nordcoreana, Kim Ung-u, il bisnonno paterno di Kim Il-sung, combatté contro la scuna americana USS General Sherman in un incidente del 1866 ed era un attivista anti-giapponese. Tuttavia, tali affermazioni rimangono prive di fonti e molti storici al di fuori della Corea del Nord dubitano la loro veridicità.

### Kang Pan-sok
Kang Pan-sok, la madre di Kim Il-sung, è stata la prima della famiglia Kim ad aver avuto un proprio culto della personalità oltre a quello del figlio, dagli anni sessanta in poi. Oltre ad un museo ed una statua a Chilgol (il suo luogo di nascita), le è stato attribuito il titolo di "Madre della Corea" e le sono state dedicate canzoni e articoli per onorarla.

### Kim Hyong-jik
Kim Hyong-jik, il padre di Kim Il-sung, è venerato dagli storiografie ufficiali nordcoreane per esser stato un importante leader del movimento anti-coloniale indipendentista coreano. Infatti, le fonti ufficiali affermano che Kim guidò delle rivolte molti importanti, sebbene in realtà Kim fu ad un certo punto detenuto brevemente per attività anti-giapponesi. Molti studenti esteri non sostengono ulteriori affermazioni sulla sua figura e, secondo il biografo Dae-Sook Suh, gli sforzi per descrivere Kim Hyong-jik come una figura di spicco nella lotta anti-giapponese "sembra essere diretta più verso l'aggiornamento degli attributi di Kim [Il-sung] come figlio pio." Tale attribuzione divenne importante quando Kim Il-sung usò queste storie per sostenere la sua ascesa al potere.

### Kim Hyong-gwon
Kim Hyong-gwon, lo zio paterno di Kim Il-Sung e fratello di Kim Hyong-jik, viene onorato in Corea del Nord come un attivista anti-giapponese poiché si batté contro la polizia locale, venendo così arrestato e morendo il 12 gennaio 1936 mentre era internato a Seul. Vi è una statua in suo onore a Hongwon, il sito dello scontro.

### Kim Jong-suk

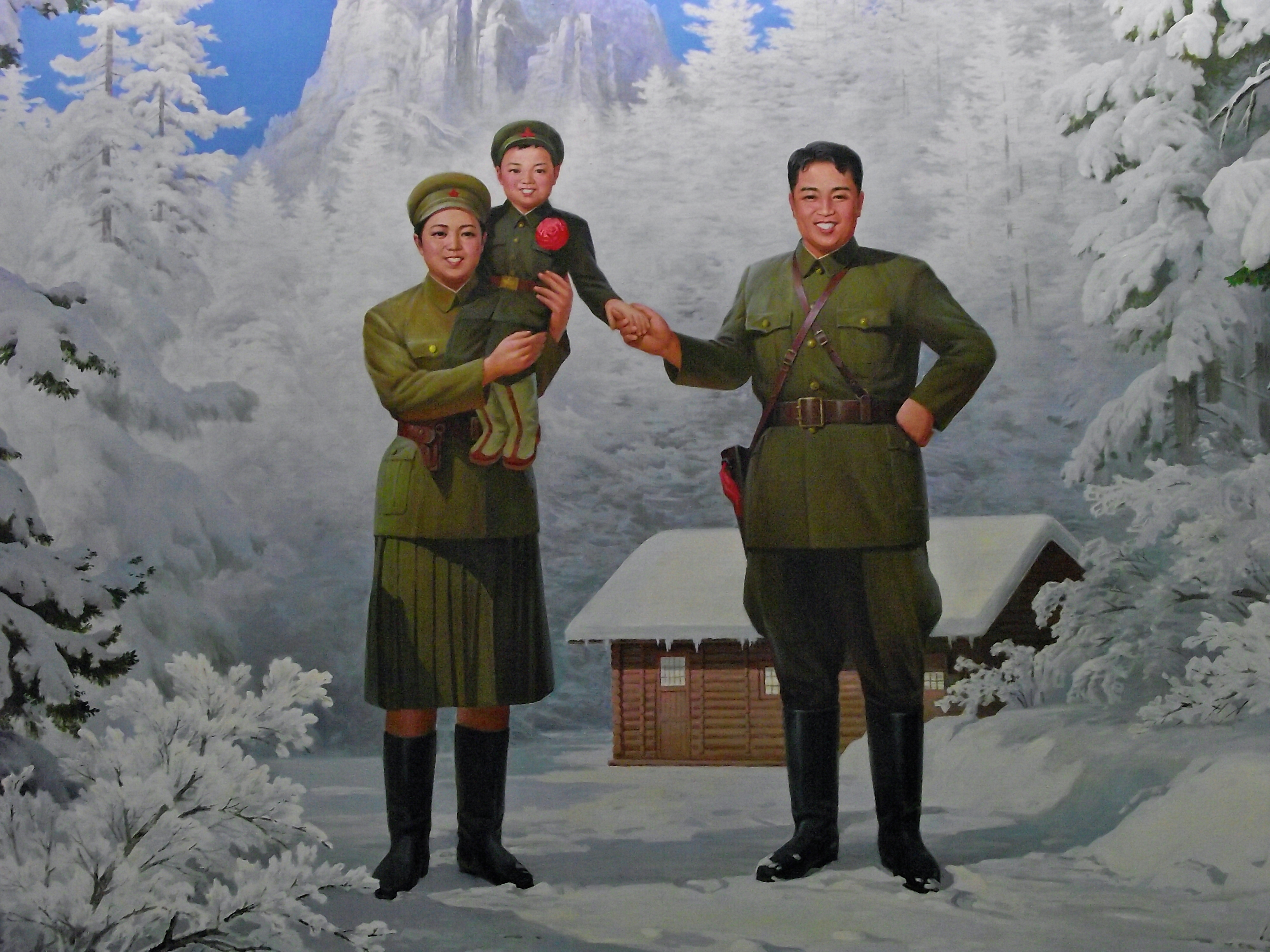
Kim Jong-suk mentre tiene in braccio il figlio Kim Jong-il.

Kim Jong-suk, la madre di Kim Jong-il, viene descritta come "una rivoluzionaria immortale" e "un'eroina della guerra anti-giapponese che ha sostenuto l'idea e la politica originale di Kim Il-sung e che fece delle imprese eroiche nello sviluppo del movimento per l'emancipazione delle donne in Corea." Viene rappresentata come un esempio di rivoluzionaria, moglie e figura materna, e la società nordcoreana vede le sue storie come modelli di vita.
Sebbene fosse stata la first lady della Repubblica Democratica Popolare di Corea nel primo della sua fondazione nel 1948, Kim Jong-suk morì 1949 e a partire dal 1974, assieme all'ascesa del figlio Kim Jong-il come erede, fu elogiata sempre di più e le sue gesta furono ricordate in tutta la nazione. Furono costruiti in suo onore un museo e una statua nella città natale e fu definita "un'indomabile rivoluzionaria comunista" da Kim Sung-ae, la seconda moglie di Kim Il-sung, sebbene fosse stata ignorata fino a quel momento. Perciò, originariamente veniva onorata come una guerrigliera, ma non come madre o moglie. Negli anni novanta, il ritratto di Kim Jong-suk fu addirittura affiancato a quelli di Kim Il-Sung e Kim Jong-Il, che venivano mostrati in ogni abitazione e edificio e trattati come oggetti sacri da venerare.
Nel Museo dell'amicizia è esposta una statua in cera raffigurante Kim Jong-suk.

## Familismo nel culto della personalità
Il familismo è un tipo di collettivismo dove un singolo dovrebbe dare la priorità ai bisogni della società o della famiglia rispetto a quelli del singolo. In Corea del Nord deriva da una combinazione del tradizionale valore confuciano dell'Asia orientale con la devozione filiale, il sistema comunista del collettivismo e il culto della personalità di Kim. Come valore tradizionale, l'importanza della famiglia ha influenzato tutti gli aspetti della vita in Corea del Nord, dalla politica all'economia, all'istruzione e persino alle relazioni interpersonali tra amici e nemici.
Quando l'Unione Sovietica entrò per la prima volta in Corea del Nord nel 1945 per iniziare la sua occupazione, dovette iniziare quasi dall'inizio a stabilire una base comunista nella capitale Pyongyang. Infatti, le ideologie dei sovietici sul comunismo e sul socialismo erano probabilmente estranee alla maggior parte dei coreani di Pyongyang. Tuttavia, enfatizzando la famiglia e la relazione padre-figlio tra l'Unione Sovietica e la Corea, e successivamente tra Kim Il-sung e il popolo nordcoreano, Kim non solo riuscì ad applicare il marxismo occidentale in uno stato asiatico, ma anche a garantirsi il proprio culto della personalità, costruendo in tal modo un senso di lealtà incontestabile nei suoi confronti tra la popolazione nordcoreana, quando il Paese era più vulnerabile alle influenze occidentali.
Tuttavia, verso la fine degli anni sessanta, dopo l'istituzione del Juche come ideologia ufficiale dello stato e attraverso il culto della personalità, la Corea del Nord cominciò a focalizzare l'ideologia della famiglia maggiormente sulla stessa nazione.
I culti della personalità promuovono anche l'idea dei Kim come una famiglia modello. Nel dolore per la morte del suo secondo figlio Kim Pyong-Il nel 1947, Kim Il-Sung ritornò nello stesso luogo un decennio più tardi con uno sciamano coreano per eseguire rituali per "placare la sua perdita e il suo dolore". Kim mostrò una particolare reverenza confuciana nei confronti dei genitori, ai quali dopo la loro morte dedicò dei monumenti.
Tuttavia, il biografo Suh Dae-sook dubita della sincerità di Kim nei confronti dei genitori. Nel considerare l'infanzia relativamente indipendente di Kim, Suh non crede che abbia avuto un amore speciale per i suoi genitori tanto da aver fatto realizzare musei e statue per ciascuno. Invece, Suh ha affermato che "il suo scopo, piuttosto, sembra più egoistico: uno sforzo per costruire la propria immagine di pio figlio coreano di una famiglia rivoluzionaria". Ritraendosi pubblicamente come un figlio fedele che amava sua madre e suo padre, Kim si pose per chiedere la stessa lealtà filiale ai suoi sudditi.
Allo stesso modo, in occasione del 60º compleanno del padre, Kim Jong-il costruì tre monumenti, tra cui l'Arco di Trionfo di Pyongyang per il suo 70º compleanno nel 1982.

## Monumenti, immagini e costi

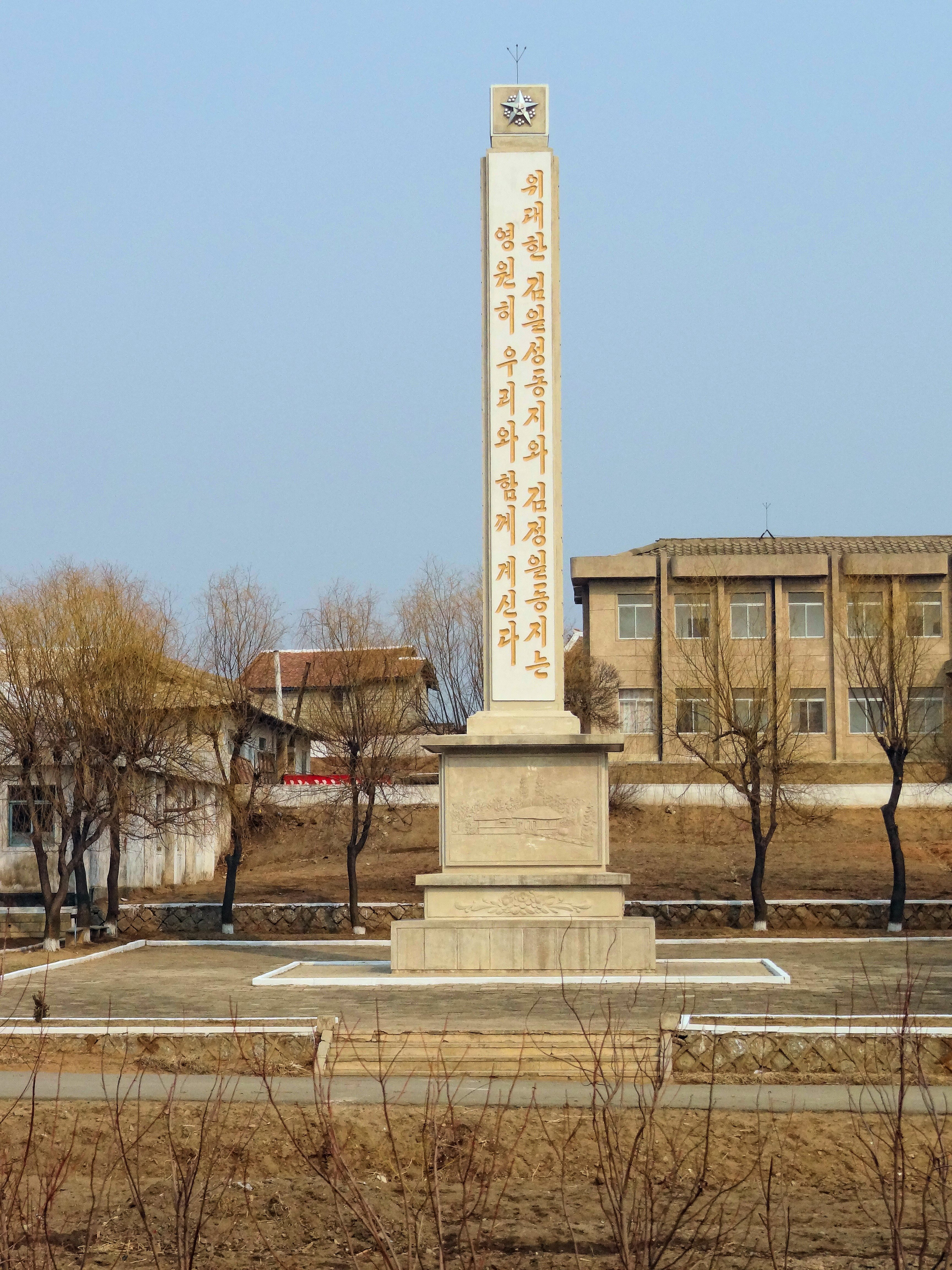
Una delle Torri della vita eterna.

Nel 1992 c'erano circa 40 000 statue di Kim Il-sung erette in tutto il Paese, e con la sua morte nel 1994 il governo iniziò a erigere 3 200 obelischi, chiamati Torri della vita eterna, in ogni città. Questi obelischi espongono le virtù del "Grande maresciallo" e, come per gli altri monumenti, i cittadini (e i turisti) sono tenuti a posare dei fiori e altri simboli di rispetto ai piedi delle statue durante certe feste e quando le visitano. Esistono dei requisiti legali associati al fotografare le statue dei Kim, tra cui quella dove si afferma che i visitatori devono fotografare la statua per intero, non solo la testa o qualsiasi altra singola parte.

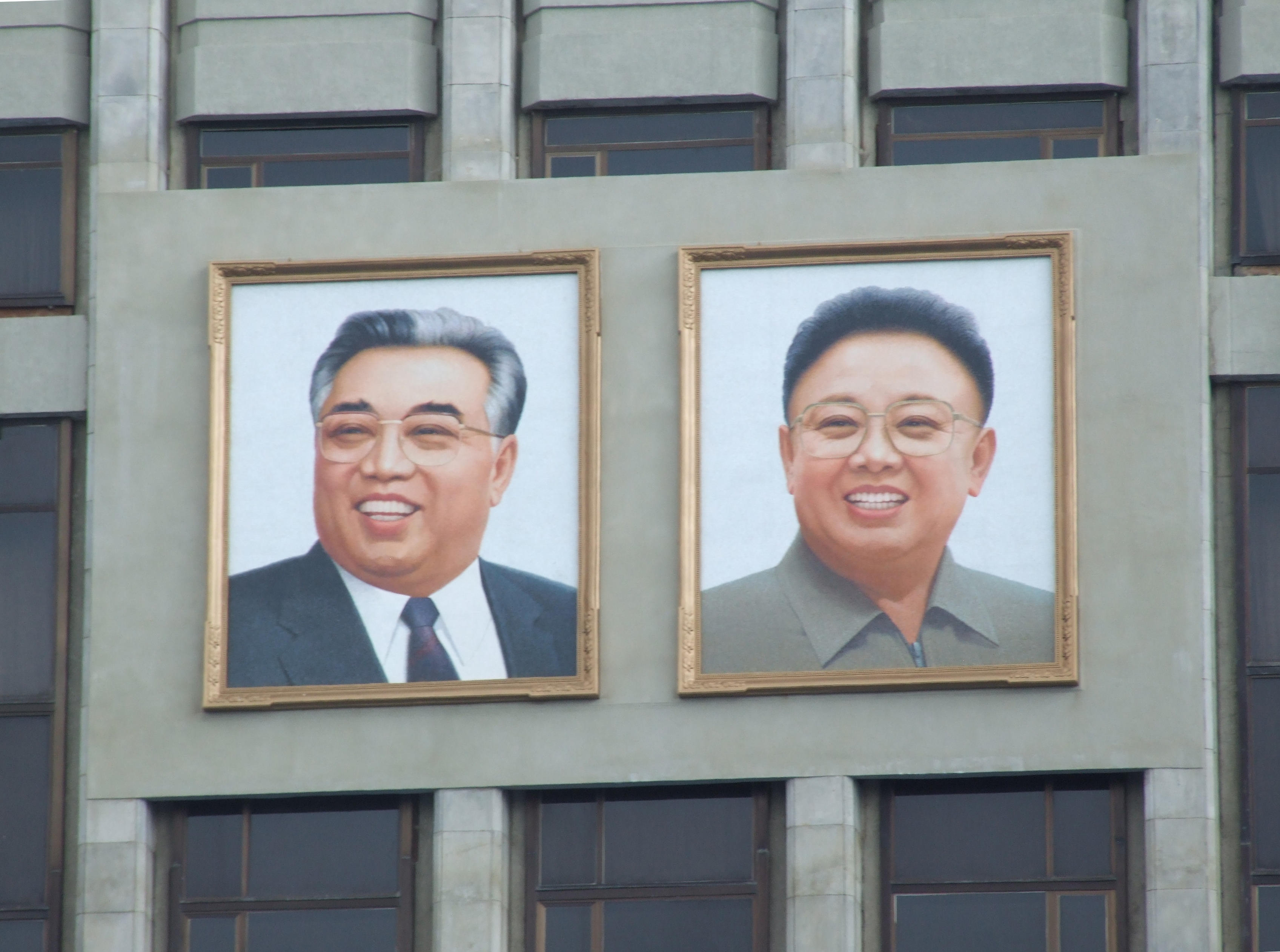
Ritratti sul Palazzo dei bambini di Mangyongdae

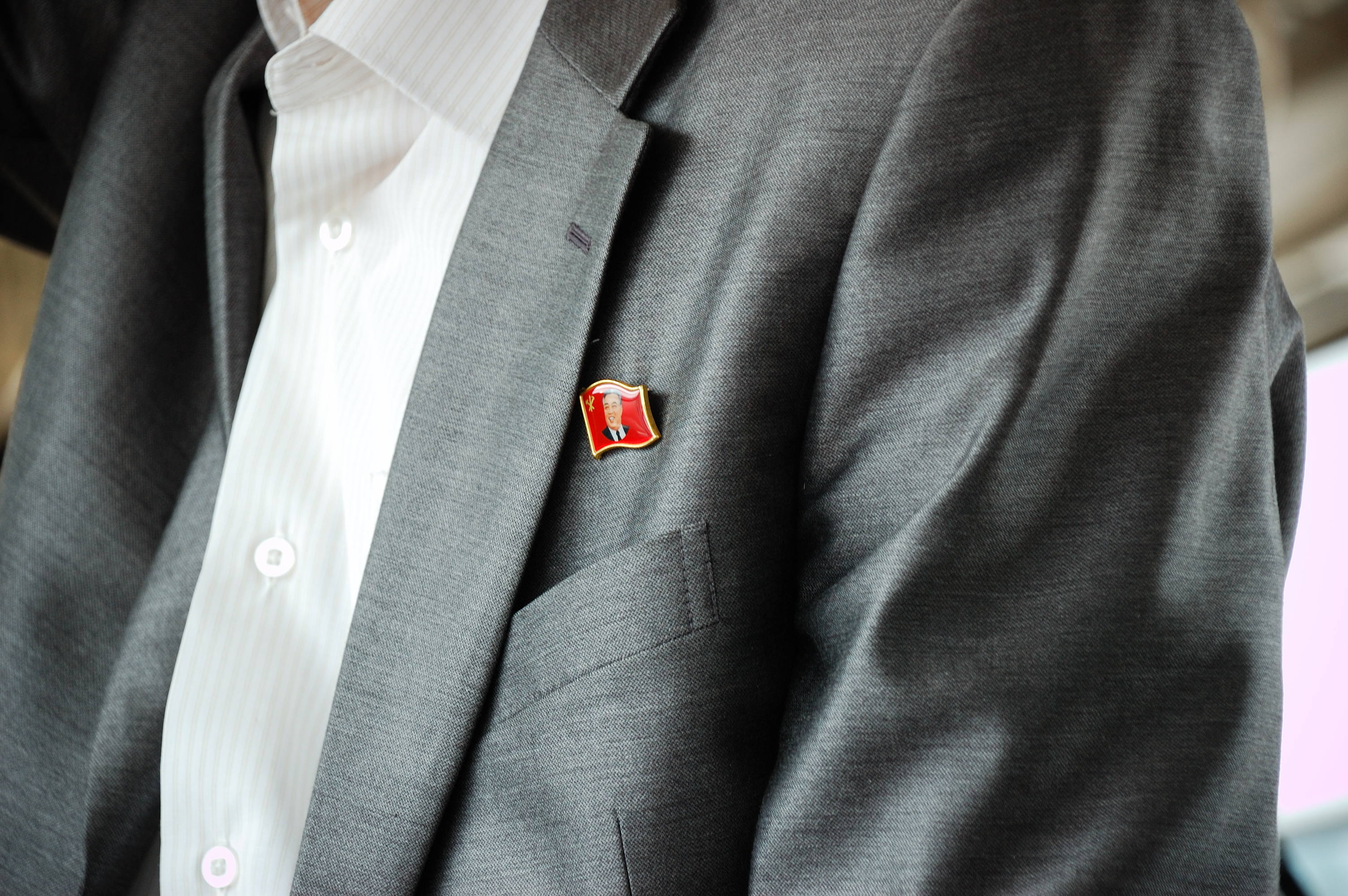
Una spilla di Kim Il-sung.

I ritratti di Kim Il-sung e Kim Jong-il sono prominenti nei luoghi associati ai trasporti pubblici, in ogni stazione ferroviaria e aeroporto del Paese. Ogni famiglia nordcoreana deve avere una foto di entrambi i Kim appesi a un muro e nient'altro può essere appeso sulla stessa parete, inoltre vengono dotati di speciali panni per pulire quotidianamente i ritratti. I membri del partito nei vari quartieri sono incaricati di ispezionare le case per vedere lo stato dei ritratti e se viene trovata polvere, la famiglia viene multata e la somma da pagare dipende dallo spessore dello strato di sporco. I ritratti devono essere appesi in alto, in modo che le persone nella stanza non possano stare più in alto di loro. I quadri del partito e gli ufficiali militari devono tenere tre ritratti, quello dei due leader deceduti e quello della moglie di Kim Il-sung, Kim Jong-suk. Le immagini possono essere realizzate solo da artisti approvati dal governo in specifici studi artistici del Mansudae. Le immagini dei leader nei giornali o in altre pubblicazioni devono essere rispettate e non si può gettare, sfigurare o utilizzare in altro modo una pagina che contiene un'immagine. I giornali devono invece essere raccolti e restituiti. Gli adulti nordcoreani devono indossare anche una spilla con la loro immagine sul lato sinistro, sopra il cuore.
Ci sono stati dei casi sporadici di persone che hanno rischiato la vita per salvare i ritratti da vari disastri, ma poche testimonianze sono stati verificate. Nel 2012 una ragazza di 14 anni è morta annegata nel tentativo di salvare le immagini dalla casa della sua famiglia durante un'improvvisa alluvione. Il governo nordcoreano le ha conferito postumo il "Premio Kim Jong-Il all'onore giovanile" e la sua scuola è stata ribattezzata con il suo nome.
Il Palazzo del Sole di Kumsusan fu costruito come residenza ufficiale di Kim Il-sung nel 1976 e dopo la sua morte è stato convertito nel suo mausoleo (e poi in quello di suo figlio). Si stima che il costo sia stato tra i 100 e i 900 milioni $. Il Kumsusan è il più grande mausoleo dedicato a un leader comunista.
Il costo complessivo stimato per mantenere il culto della personalità varia notevolmente in base alle fonti pubblicate. Un libro bianco dell'Istituto coreano per la politica economica internazionale ha stimato il costo al 38,5% del bilancio della Corea del Nord nel 2004, maggiore rispetto al 19% del 1990. Tuttavia, altre fonti come il sudcoreano Chosun Ilbo e il britannico Daily Telegraph stimano il costo nel 2012 rispettivamente a 40 milioni $ e 100 milioni $. Tali progetti di costruzione su vasta scala sono stati considerati come fattori per la crisi economica del paese negli anni ottanta.

## Festività
Nel 2013, è stata annunciata una nuova festività per il 14 febbraio, che commemora la data in cui Kim Jong-il ha assunto il titolo di "Generalissimo della Repubblica Popolare Democratica di Corea". A differenza delle celebrazioni di altre figure importanti in tutto il mondo, in Corea del Nord le celebrazioni sono obbligatorie, con numerosi eventi programmati (come danze, eventi sportivi e sfilate) e con i cittadini che posano fiori ai piedi dei monumenti. Le celebrazioni per i compleanni dei Kim (come il Giorno del Sole) coinvolgono anche i media statali che trasmettono film e documentari sulle vite e i risultati dei leader la notte precedente alla festività. Alle persone non viene permesso di parlare né di addormentarsi fino alla fine di tali trasmissioni.

## Influenza internazionale
Un numero di regali compreso tra i 60 000 e 220 000 pezzi donati a Kim Il-sung e Kim Jong-il da leader stranieri, imprenditori e altre personalità sono ospitati nel Museo dell'amicizia, che rappresenta una fonte d'orgoglio per il governo nordcoreano e viene usato come prova di grandezza e popolarità dei loro leader. Il governo nordcoreano pone una grande enfasi sul riconoscimento internazionale per legittimare il loro dominio sulla popolazione. Al Museo, vengono organizzati dei tour dove, prima di entrare o uscire, i visitatori devono rendere omaggio inchinandosi davanti alle immagini di Kim Il-sung e Kim Jong-il, secondo i costumi e la tradizione coreana.
L'ex dittatore della Repubblica Socialista di Romania, Nicolae Ceaușescu, modellò il proprio culto della personalità ispirandosi parzialmente a quello di Kim Il-sung. Quando visitò la Corea del Nord nel 1971, Ceaușescu rimase impressionato dal modo molto personale con il quale Kim controllava il proprio Paese, ispirando il dittatore romeno a pubblicare le Tesi di luglio una volta tornato a Bucarest.